# Crocidura sicula
Espèce
Statut de conservation UICN

 LC  : Préoccupation mineure
Répartition géographique
La Crocidure de Sicile, (Crocidura sicula) est une petite musaraigne à dents blanches de la famille des Soricidae vivant en Sicile et dans certaines îles environnantes.

## Taxonomie
L'espèce a été décrite d'abord par Gerrit Smith Miller, Jr en 1901, puis le taxon est revu par Huterrer qui décrit 4 sous-espèces dont une éteinte. Autrefois réunie avec d'autres espèces de crocidures, cette espèce en a été récemment séparée par un caryotype différent :
- Crocidura sicula ssp. sicula (Miller, 1901[2])

Sous-espèce endémique de Sicile.
- Crocidura sicula ssp. calypso (Hutterer, 1991[3])

Sous-espèce endémique sur l'île de Gozo. C'est le seul mammifère endémique de l'archipel maltais. Il est probable qu'elle ait autrefois présente sur l'île principale de Malte où des fossiles ont été retrouvés,.
Plus récemment, deux spécimens ont été décrits sur la petite île de Comino.
- Crocidura sicula ssp. aegatensis (Hutterer, 1991[3])

Sous-espèce endémique des Îles Égades.
- Crocidura sicula ssp. esuae † (Kotsakis, 1984[8])

Sous-espèce connue uniquement en tant que fossile daté du Pléistocène moyen en Sicile.

## Biologie
Ces espèces semblent habiter les zones suburbaines, les jardins, les pâturages, les terres arables, et le maquis ouvert. En été, l'animal préfère les zones humides.
La femelle est habituellement gravide en mars et donne naissance à une portée de 5 petits.